# Gimme! Gimme! Gimme! (A Man After Midnight)
Gimme! Gimme! Gimme! (A Man After Midnight) este un cântec disco înregistrat de formația suedeză ABBA în 1979 pentru al doilea album de hituri, Greatest Hits Vol.2. Piesa a fost primită cu recenzii pozitive din partea criticilor muzicali, recenzorul de la Allmusic considerând chiar că a fost o înregistrare foarte importantă pentru evoluția muzicii techno. S-a clasat pe primul loc în mai multe țări, inclusiv Belgia, Elveția, Finlanda și Franța, atingând top 3 în Austria, Germania, Olanda și Regatul Unit. A devenit al patrulea și ultimul hit de top 20 al grupului în Japonia.

## Versuri
„Half-past twelve
And I'm watching the late show in my flat all alone
How I hate to spend the evening on my own
Autumn winds
Blowing outside the window as I look around the room
And it makes me so depressed to see the gloom
There's not a soul out there
No one to hear my prayer
Gimme, gimme, gimme a man after midnight
Won't somebody help me chase the shadows away?
Gimme, gimme, gimme a man after midnight
Take me through the darkness to the break of the day
Movie stars
Find the end of the rainbow with a fortune to win
It's so different from the world I'm living in
Tired of TV
I open the window and I gaze into the night
But there's nothing there to see, no one in sight
There's not a soul out there
No one to hear my prayer
Gimme, gimme, gimme a man after midnight
Won't somebody help me chase the shadows away?
Gimme, gimme, gimme a man after midnight
Take me through the darkness to the break of the day
Gimme, gimme, gimme a man after midnight
Gimme, gimme, gimme a man after midnight
There's not a soul out there
No one to hear my prayer
Gimme, gimme, gimme a man after midnight
Won't somebody help me chase the shadows away?
Gimme, gimme, gimme a man after midnight
Take me through the darkness to the break of the day
Gimme, gimme, gimme a man after midnight
Won't somebody help me chase the shadows away?
Gimme, gimme, gimme a man after midnight

Take me through the darkness to the break of the day”